# 鶴形總目
鶴形總目（學名：Gruimorphae）是一個鳥類演化支，透過分子分析，包括兩個目：鴴形目（鴴、鷸、鷗等等）和鶴形目（鶴和秧雞）。 傳統上就有這個分類群，因為鴴形目下的一些科，例如：領鶉科（學名：Pedionomidae）和三趾鶉科（學名：Turnicidae）就曾被分類在鶴形目之下。又因為在北美的始新世早期地質中，發現 Nahmavis這個屬，鶴形總目也有化石的依據。
形成本分類群是因為解剖學和行為學上的特徵，在形態學的研究則進一步建議鶴形目可以是涉禽的並系群，而秧雞科則和三趾鶉科親緣關係十分相近。
依照 Kuhl, H. et al.(2020) 等人研究的分支圖如下：
| 鶴形總目 Gruimorphae | \| \| 鶴形目 Gruiformes \| \| \| \| \| \| 鴴形目 Charadriimorphae \| \| \| \| |
|                      | \| \| 鶴形目 Gruiformes \| \| \| \| \| \| 鴴形目 Charadriimorphae \| \| \| \| |
|                      | 鶴形目 Gruiformes                                                             |
|                      |                                                                               |
|                      | 鴴形目 Charadriimorphae                                                       |
|                      |                                                                               |